# Christoph Otto
Christoph Otto (* 1985 in Hildburghausen) ist ein deutscher Filmeditor und Filmregisseur.

## Leben und Wirken
Otto wurde 1985 im thüringischen Hildburghausen geboren. Nach einer Ausbildung und kurzen beruflichen Laufbahn als Technischer Zeichner, studierte er von 2007 bis 2012 Freie Bildende Kunst an der Kunsthochschule Mainz. Während des Studiums realisierte er mehrere Kurzfilme, darunter Spiel- und Dokumentarfilme, und Installationen. Sein Studium in Mainz beendete er mit der Diplomarbeit, dem Kurzspielfilm Jagd. Im Anschluss folgte dann ein postgraduales Studium an der Kunsthochschule für Medien Köln mit dem Schwerpunkt Regie und Drehbuch. Ottos Abschlussarbeit, der Spielfilm Ich hab von dir erzählt, feierte im Oktober 2016 seine Uraufführung bei den Hofer Filmtagen und wurde unter anderem 2017 beim Filmfestival Max Ophüls Preis präsentiert.
Seit 2009 war Otto zudem als Videokünstler, Filmemacher und Live-Kameramann an verschiedenen Theatern tätig. So verantwortete er unter anderem am Badischen Staatstheater Karlsruhe das Videodesign für Schatten (Eurydike sagt) in der Inszenierung von Jan Philipp Gloger und für Kinder des Olymp in der Inszenierung von Benjamin Lazar. Am Theater Osnabrück war er für die Videoarbeit im Theaterstück Die Nacht von Lissabon von Dominique Schnizer verantwortlich.
Des Weiteren arbeitete Otto seit seinem Mainzer Studium in verschiedenen Funktionen bei Fernseh- und Filmproduktionen mit und realisierte weitere eigene Kurzfilme. Vorrangig ist er als Filmeditor tätig und schnitt mehrere Arbeiten des Regisseurs Jan Bonny, unter anderem gemeinsam mit Stefan Stabenow den prämierten Kinofilm Wintermärchen von 2018 oder die preisgekrönte Netflix-Serie King of Stonks, für die er 2023 zusammen mit Rainer Nigrelli und Florian Böttger den Deutschen Fernsehpreis erhielt.

## Filmografie (Auswahl)

### Filmschnitt
- 2016: Ich hab von dir erzählt (Spielfilm)
- 2018: Wintermärchen (Kinofilm)
- 2019: Jupp, watt hamwer jemaht? (Spielfilm)
- 2020: Liebe. Jetzt! (Fernsehserie, 2 Folgen)
- 2021: Hemd in die Hose (Kurzfilm)
- 2022: Coltan-Fieber: Connecting People (Dokumentarfilm)
- 2022: King of Stonks (Fernsehserie, 2 Folgen)
- 2022: Jenseits der Spree (Krimiserie, 2 Folgen)
- 2022: Die Innenministerkonferenz (Fernsehfilm)
- 2023: Freiheit ist das Einzigste, was zählt (Fernsehserie)
- 2023: Loving Her (Fernsehserie, 2. Staffel)
- 2024: Der Alte (Krimiserie, 2 Folgen)
- 2024: Zeit Verbrechen – Episode Der Panther (Miniserie)

### Drehbuch / Regie
- 2016: Ich hab von dir erzählt (Spielfilm), (Regie, Drehbuch)
- 2021: Hemd in die Hose (Kurzfilm), (Regie, Drehbuch)
- 2024: Bei Gino (Kurzfilm), (Regie)

### Sonstiges
- 2016: Ich hab von dir erzählt (Spielfilm), (Produktion)
- 2021: Hemd in die Hose (Kurzfilm), (Produktion)
- 2023: Freiheit ist das Einzigste, was zählt (Fernsehserie), (Darsteller)

## Auszeichnungen (Auswahl)
Preis der deutschen Filmkritik 2019
- Nominierung in der Kategorie Bester Schnitt für Wintermärchen

Eat My Shorts – Hagener Kurzfilmfestival 2022
- Gewinner des NRW Filmfenster für Hemd in die Hose

Deutscher Fernsehpreis 2023
- Auszeichnung in der Kategorie Bester Schnitt/Montage Fiktion für King of Stonks

Oberhausener Kurzfilmtage 2024
- Preis des NRW-Wettbewerbs für Bei Gino